# (8050) Beishida
(8050) Beishida (1996 ST) – planetoida z grupy pasa głównego asteroid okrążająca Słońce w ciągu 3,12 lat w średniej odległości 2,13 au. Odkryta 18 września 1996 roku.